# Février 1990

## Événements

### Jeudi1erfévrier1990
- Réunification allemande : le premier ministre de l'Allemagne de l'Est, Hans Modrow, présente le plan de réunification en quatre étapes. Il propose en plus la neutralisation militaire du pays, proposition vivement critiquée par le chancelier Helmut Kohl.
- Bulgarie : démission du premier ministre Guéorgui Atanassov.

### Vendredi2 février 1990
- Afrique du Sud : la légalisation de l'ANC ─ interdit depuis 1960 ─ est annoncée par le président Frederik de Klerk. Il annonce aussi la libération des prisonniers politiques, « qui n'ont pas commis de violence », la fin de la censure et la suppression de la peine de mort.
- Bulgarie : démission du secrétaire général du PC, Petar Mladenov, qui conserve sa fonction de chef de l'État. Il est remplacé par Alexander Lilov.

### Samedi3 février 1990
- Bulgarie : Andréi Lukanov est nommé nouveau premier ministre communiste.
- Roumanie : 
  - Un « Conseil provisoire d'union nationale » est constitué, en tant qu'organe législatif et exécutif jusqu'aux élections générales prévues pour le 20 mai. Ce Conseil regroupe 30 partis mais reste dominé par le Conseil du Front de salut national.
  - Les manifestations se poursuivent devant l'immeuble du gouvernement.

### Lundi5 février 1990
- République démocratique allemande : le premier ministre Hans Modrow forme un nouveau gouvernement, dit de « responsabilité nationale », élargi aux partis d'opposition. Le parti communiste, renommé Parti du socialisme démocratique n'a plus que 16 ministres au lieu de 35 auparavant.
- Union soviétique : durant trois jours, plénum du Comité central du PCUS, lors duquel Mikhaïl Gorbatchev propose deux réformes majeures : l'abolition du rôle dirigeant du parti et l'adoption d'un régime présidentiel.

### Mardi6 février 1990
- Réunification allemande : le chancelier Helmut Kohl propose un plan d'union économique et monétaire.

### Mercredi7 février 1990
- France : un collectif de 130 associations lancent une campagne « pour le droit de vote aux élections locales de tous les résidents étrangers ».
- Négociations Est-Ouest : durant quatre jours, le secrétaire d'État américain James Baker s'entretient avec le ministre soviétique des Affaires étrangères Edouard Chevardnadze, au sujet de la réunification allemande et de la destruction des armes chimiques pour laquelle un accord de principe est donné.
- Union soviétique : le Comité central du PCUS, sur proposition de Mikhaïl Gorbatchev adopte deux réformes majeures : l'abolition du rôle dirigeant du parti et l'adoption d'un régime présidentiel.

### Jeudi8 février 1990
- République démocratique allemande : le nouveau gouvernement, dit de « responsabilité nationale », reconnaît au nom de l'État est-allemand, « la responsabilité du peuple allemand » dans « l'oppression nazie ».
- Bulgarie : Andréi Lukanov forme le nouveau gouvernement composé exclusivement de communistes.

### Vendredi9 février 1990
- Hongrie : le pays rétablit les relations diplomatiques avec le Vatican, rompues depuis 1945.
- Iran : Ali Khamenei, le successeur de l'ayatollah Khomeini, confirme que « la sentence de mort prononcée il y a un an contre Salman Rushdie doit être exécutée ».
- Namibie : adoption d'une constitution reconnaissant le multipartisme.
- Nouvelle-Calédonie : élections municipales de Lifou

### Samedi10 février 1990
- Réunification allemande : Mikhail Gorbatchev donne au chancelier Helmut Kohl, en visite à Moscou son aval pour le processus de réunification.

### Dimanche11 février 1990
- Afrique du Sud : libération de Nelson Mandela qui deviendra une date symbolique dans la disparition de l'apartheid.
- Bulgarie : de retour de Moscou, le secrétaire d'État américain James Baker s'arrête à Sofia.
- France : fronde au RPR : succès relatif (31 %) de la ligne Séguin-Pasqua face à la ligne Chirac-Juppé.
- Roumanie : de retour de Moscou, le secrétaire d'État américain James Baker s'arrête à Bucarest, après s'être arrêté en Bulgarie.

### Lundi12 février 1990
- Égypte : lancement d'une campagne internationale pour la reconstruction de la Bibliothèque d'Alexandrie.
- Israël : Ariel Sharon démissionne du gouvernement pour protester contre le projet du premier ministre Yitzhak Shamir d'organiser des élections dans les territoires occupés.
- Négociations Est-Ouest : les ministres des Affaires étrangères des pays de l'OTAN et du Pacte de Varsovie se réunissent à Ottawa durant 4 jours.
- Réunification allemande : Mikhail Gorbatchev, dans un message au premier ministre est-allemand, Hans Modrow que « le maintien d'une Allemagne unis dans la structure de l'OTAN ne peut être accepté ».
- Tadjikistan : des émeutes anti-russes et anti-arméniennes éclatent.

### Mardi13 février 1990
- États-Unis : une des principales maisons de courtage de New York, Drexel Burnham Lambert, est mise en faillite. C'est une des conséquences de la crise des Junk Bonds.
- Négociations Est-Ouest : 
  - Les ministres des Affaires étrangères, réunis à Ottawa, décident de la réduction des forces conventionnelles, Soviétiques et américaines, en Europe centrale pour un total de 195 000 hommes.
  - En marge de la réunion, ils discutent aussi de la réunification allemande, mais une divergence apparaît entre les Occidentaux, qui souhaitent son intégration dans l'OTAN et les Soviétiques, qui souhaitent sa neutralisation.
- Réunification allemande : sommet réunissant à Bonn le chancelier Helmut Kohl et le premier ministre est-allemand Hans Modrow.
- Roumanie : Ion Iliescu est élu président du « Conseil provisoire d'union nationale ».

### Jeudi15 février 1990
- Argentine : huit années après la fin de la guerre des Malouines qui a opposé la Grande-Bretagne et l'Argentine, les relations diplomatiques sont rétablis entre les deux pays.
- Colombie : réunion de Carthagène, entre le président George Bush et ses homologues de la région (Colombie, Bolivie et Pérou), pour lutter contre le trafic de la drogue, par la mise en œuvre d'un véritable un cartel anti-drogue.
- France : plan de réorganisation de l'école primaire.
- Réunification allemande : à la suite d'un entretien à Paris entre le chancelier Helmut Kohl et le président français François Mitterrand, il est décidé de la tenue d'un sommet des Douze consacré à l'unité allemande.

### Vendredi16 février 1990
- Namibie : le chef de la SWAPO, Sam Nujoma, est élu président de la République.
- Pologne : les pays créanciers, regroupés au sein du Club de Paris, acceptent un rééchelonnement du paiement d'une partie de la dette du pays, soit 9,4 milliards dollars US (9,6 milliards d'euros 2002) sur les 27 milliards qu'elle leur doit. Le total général de la dette se monte à 40 milliards USD (40,8 milliards d'euros 2002).

### Samedi17 février 1990
- France : 
  - Le conseil national du RPR prononce l'exclusion de Michèle Barzach de la direction du parti gaulliste.
  - Visite officielle de 3 jours du premier ministre roumain.
- Liban : arrêt des combats inter-chrétiens, qui opposent depuis  les 31 janvier, l'armée du général Michel Aoun à la milice des Forces libanaises, et qui ont été la cause de 764 morts et 2 500 blessés, dont près de deux-tiers de civils.

### Vendredi23 février 1990
- Union européenne : accord Renault-Volvo.

### Dimanche25 février 1990
- Élection au Nicaragua de V. Chamorro contre le Sandiniste Daniel Ortega.

## Naissances
- 2 février : Craig Breen, pilote de rallye irlandais († 13 avril 2023).
- 3 février : Sean Kingston, chanteur américain.
- 4 février : Nairo Quintana, coureur cycliste colombien.
- 5 février : Charlbi Dean, actrice sud-africaine († 29 août 2022).
- 6 février : Dominic Sherwood, acteur anglais.
- 7 février : Jonathan Rousselle, basketteur français.
- 8 février : Leendert de Ridder, acteur et présentateur néerlandais.
- 9 février : Lens Aboudou, basketteur français.
- 10 février : Choi Sooyoung, chanteuse sud-coréenne.
- 12 février : Gyancain Norbu, onzième panchen-lama présenté par le gouvernement chinois en 1995.
- 13 février : Mamadou Sakho, footballeur français.
- 16 février : 
  - Bilal Moumen, footballeur algérien.
  - Abel Tesfaye alias The Weeknd, chanteur canadien.
- 25 février : Naâman, chanteur français († 7 février 2025).

## Décès
- 12 février : Robert Ouko, ministre des Affaires étrangères kényan (date incertaine, son corps fut retrouvé le 16 février).
- 14 février : Michel Drach, réalisateur français (° 18 octobre 1930).
- 16 février : Keith Haring, artiste américain (° 4 mai 1958).
- 19 février : Michael Powell, réalisateur américain (° 30 septembre 1905).